# Cantón de Saint-Loup-sur-Semouse
El cantón de Saint-Loup-sur-Semouse es una circunscripción electoral para elecciones departamentales de Alto Saona, en la región de Borgoña-Franco Condado, Francia.

## Geografía
Este cantón está organizado alrededor de Saint-Loup-sur-Semouse, en el distrito de Lure. Su altitud varía de 223 m (Conflans-sur-Lanterne) a 569 m (Fougerolles).

## Composición
El cantón de Saint-Loup-sur-Semouse agrupa 22 comunas:
- Abelcourt
- Aillevillers-et-Lyaumont
- Ainvelle
- Briaucourt
- Conflans-sur-Lanterne
- Corbenay
- Éhuns
- Fleurey-lès-Saint-Loup
- Fontaine-lès-Luxeuil
- Francalmont
- Hautevelle
- Magnoncourt
- Mailleroncourt-Charette
- Meurcourt
- Neurey-en-Vaux
- Sainte-Marie-en-Chaux
- Saint-Loup-sur-Semouse
- La Vaivre
- Velorcey
- La Villedieu-en-Fontenette
- Villers-lès-Luxeuil
- Visoncourt

También está incluida en el cantón una fracción de Fougerolles-Saint-Valbert.

## Demografía
| 13 826 | 14 898 | 16 015 | 16 494 | 15 896 | 15 255 | 15 211 |
| Para los censos de 1962 a 1999 la población legal corresponde a la población sin duplicidades (Fuente: INSEE [Consultar]) |        |        |        |        |        |        |